# Bosnisch-herzegowinische Eishockeyliga 2012/13
Die Saison 2012/13 war die fünfte Spielzeit der bosnisch-herzegowinischen Eishockeyliga, der höchsten bosnisch-herzegowinischen Eishockeyspielklasse. Meister wurde zum insgesamt zweiten Mal in der Vereinsgeschichte der HK Stari Grad.

## Modus
In der Hauptrunde absolvierte jede der vier Mannschaften insgesamt neun Spiele mit je 45 Minuten Länge – anstatt der üblichen 60 Minuten. Die beiden Erstplatzierten der Hauptrunde qualifizierten sich für das Meisterschaftsfinale. Für einen Sieg nach der regulären Spielzeit erhielt jede Mannschaft drei Punkte, für einen Sieg nach Verlängerung zwei Punkte, bei einer Niederlage nach Verlängerung gab es einen Punkt und bei einer Niederlage nach regulärer Spielzeit null Punkte.

## Hauptrunde
|    | Klub           | Sp | S | OTS | OTN | N | Tore  | Punkte |
| -- | -------------- | -- | - | --- | --- | - | ----- | ------ |
| 1. | HK Stari Grad  | 9  | 5 | 1   | 1   | 2 | 30:9  | 18     |
| 2. | HK Sarajevo    | 9  | 5 | 1   | 0   | 3 | 26:20 | 17     |
| 3. | HK Ilidža 2010 | 9  | 5 | 0   | 1   | 3 | 25:26 | 16     |
| 4. | HK Bosna       | 9  | 1 | 0   | 0   | 8 | 16:42 | 3      |

Sp = Spiele, S = Siege, OTS = Overtime-Siege, OTN = Overtime-Niederlage, N = Niederlagen

## Finale
| Begegnungen   | Begegnungen | Begegnungen | Serie | 1                   | 2                              | 3 |
| ------------- | ----------- | ----------- | ----- | ------------------- | ------------------------------ | - |
| HK Stari Grad | -           | HK Sarajevo | 2:0   | 3:1 (0:0, 2:1, 1:0) | 2:1 n. P. (0:0, 1:1, 0:0, 1:0) | – |